# Heinrich Christoph Fehling
Heinrich Christoph Fehling (Sangerhausen, 2 aprile 1654 – Dresda, novembre 1725) è stato un pittore tedesco attivo alla corte di Augusto il Forte.

## Biografia
Era figlio di un produttore di tessuti di Sangerhausen. Divenne allievo dei suoi cugini, i fratelli Johann Andreas Bottschildt e Samuel Bottschildt. Nel 1672 partì per un viaggio di studio in Italia con Samuel Bottschildt e tornò a Dresda nel 1677. Nel 1692 fu nominato pittore della corte sassone. Cinque anni dopo fondò una scuola di disegno nella quale insegnava gratuitamente. Nello stesso anno divenne insegnante in una nuova scuola di disegno in Kreuzgasse e nel 1706 succedette a Bottschildt come Oberhofmaler. Augusto il Forte lo nominò anche ispettore dei dipinti dell'elettore e maestro dell'Accademia dei pittori di Dresda. Tra i suoi allievi vi furono Christian Benjamin Müller, Christian Friedrich Zincke e suo figlio, il pittore di porcellane Carl Heinrich Jakob Fehling. Fehling morì a Dresda nel 1725 e fu sepolto nel Johanniskirchhof; la sua tomba non è stata conservata.

## Opere

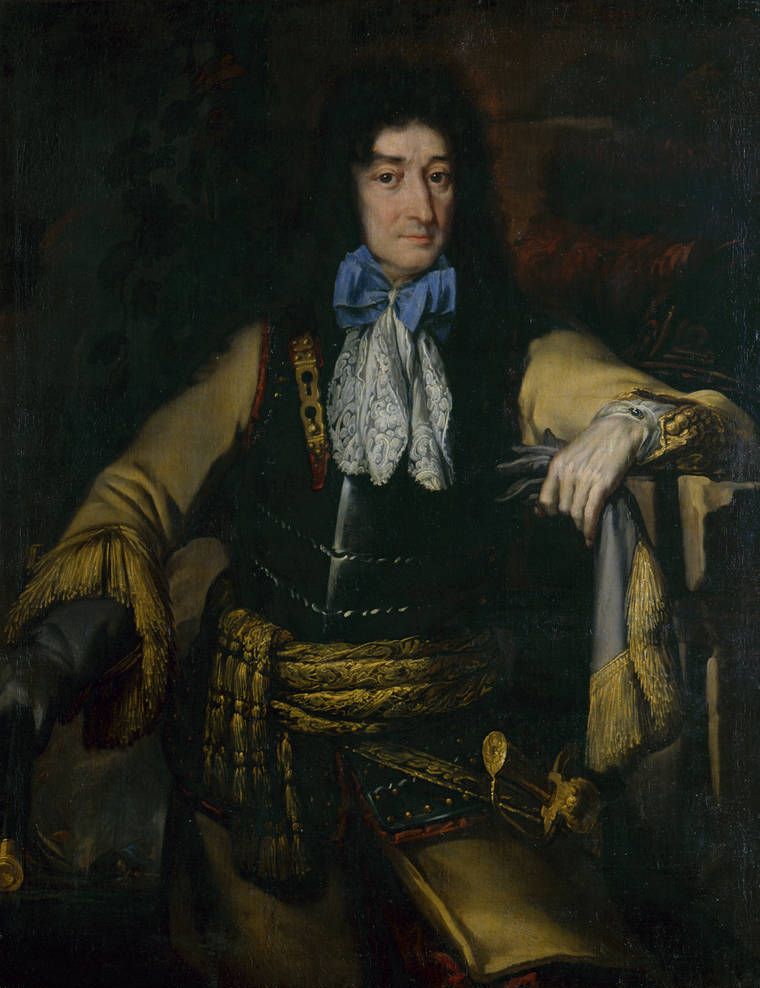
Ritratto di Wolf Caspar von Klengel di Heinrich Christoph Fehling

Nel 1690, insieme a Samuel Bottschildt, realizzò il grande dipinto sul soffitto della sala da ballo del palazzo nel Grande Giardino raffigurante l' apoteosi di Giovanni Giorgio III. È considerata la sua opera principale e fu distrutta nel 1945 a seguito dei Bombardamenti di Dresda. Fehling dipinse anche l'affresco del soffitto nel padiglione francese dello Zwinger di Dresda nel 1717, anch'esso distrutto nel 1945. Un altro dipinto sul soffitto seguì nel 1721 nel palazzo Vitzthum-Rutowski, che fu distrutto in un incendio nel 1786.
Vari ritratti sono stati conservati, tra cui il ritratto di Wolf Caspar von Klengel nella Pinacoteca dei Maestri Antichi. Nel Museo della città di Dresda c'è un ritratto di Janus von Eberstädt del 1719; il ritratto di gruppo della contessa Aurora von Königsmarck si trova nel castello di Moritzburg.